# Франц Теодор Чокор (награда)
Литературната награда „Франц Теодор Чокор“ (на немски: Franz-Theodor-Csokor-Preis) е учредена през 1970 г. от австрийския ПЕН клуб и се присъжда на неравномерни периоди за цялостно творчество.
Отличието е наречено на писателя и хуманиста Франц Теодор Чокор, дългогодишен президент на австрийския ПЕН клуб.

## Носители на наградата (подбор)
- Павел Кохоут (1969)
- Волфганг Бауер (1970)
- Томас Бернхард (1972)
- Фриц Хохвелдер (1979)
- Курт Клингер (1988)
- Херберт Бергер (1998)
- Илзе Тилш (2017)
- Алоис Брандщетер (2018)